# Кампано, Джованни
Джованни Кампано (лат. Campanus, итал. Giovanni Campano) — итальянский математик, астролог XIII века, автор одного из переводов (или переложений) на латинский язык Начал Евклида, стандартного для XIII—XVI веков. Из примечаний Кампано к Началам выделяются: теория звёздчатого пятиугольника, деление прямой в среднем и крайнем отношениях, задача о трисекции угла и вопрос о построении вписанного в окружность правильного девятиугольника.
О биографии Кампано высказывались различные мнения. Кестнер приводит следующие мнения авторов XVI—XVII векв. Дешаль (Claude François Milliet Dechales) пишет, что трансальпийский Галл (Transalpinische Galler) Campan в XI веке перевел Евклида с арабского на латинский. Фосс указывает его имя Ioanes и сообщает об астрономе Campan из Novara в Italia Transpada, жившем около 1200. Тритемий сообщает, что Campan был знаменитым философом и астрологом при Генрихе III в 1030. В конце XIX века Кантор приводит лишь одно мнение, четвёртое: Йоханн Кампано из Наварры был капелланом при папе Урбане IV (1261—1264), а затем каноником в Париже.

## Память
В 1935 г. Международный астрономический союз присвоил имя Джованни Кампано кратеру на видимой стороне Луны.